# Skazany na bluesa (singel)
Skazany na bluesa – wydany razem z piosenką "Mała Aleja Róż" w 1985 r. singel analogowy zespołu Dżem. Numer katalogowy – Tonpress S-586.